# Marie de Grande-Bretagne
Ne doit pas être confondu avec Marie du Royaume-Uni.
Marie (5 mars 1723, Westminster, Londres – 14 janvier 1772, Hanau) est une princesse de la famille royale britannique. Elle est la quatrième fille du roi Georges II et de la reine Caroline d'Ansbach.

## Mariage et descendance
En 1740, elle épouse le futur landgrave Frédéric II de Hesse-Cassel (1720-1785). Ils ont quatre enfants :
- Guillaume (1741-1742) ;
- Guillaume IX (1743-1821), landgrave puis électeur de Hesse-Cassel, épouse en 1763 Wilhelmine-Caroline de Danemark (1747-1820) ;
- Charles (1744-1836), gouverneur du Schleswig et du Holstein, épouse en 1766 Louise de Danemark (1750-1831);
- Frédéric (1747-1837) Langrave de Hesse-Philippstahl-Barchfeld-Rumpenheim, gouverneur de Maastricht (1793) épouse en 1786 Caroline de Nassau-Usingen (1762-1823).

La conversion de Frédéric au catholicisme en 1749 provoque en 1754 la séparation des époux, Marie se voyant confier la tutelle de ses enfants qu'elle élève dans le protestantisme. Guillaume VIII de Hesse-Cassel contraint son fils à renoncer au Comté de Hanau qu'il donne à Marie.
En 1760, Frédéric accède au trône à la mort de son père mais Marie ne renoue pas avec lui.
La guerre de Sept Ans menaçant les principautés du centre de l'Empire Germanique, la landgravine envoie ses fils auprès de son beau-frère le roi Frédéric V où les jeunes princes termineront leur éducation et commenceront leur carrière dans l'armée danoise. Les deux aînés épouseront des filles du roi donnant aux Hesse-Cassel des droits à la succession danoise qui deviendront effectifs au siècle suivant.
La Landgravine Marie mourut en 1772 à l'âge de 48 ans. Frédéric ne reverra ses fils que dix ans plus tard.